# Tomino (Francia)
Tomino (in corso Tominu) è un comune francese di 213 abitanti situato nel dipartimento dell'Alta Corsica nella regione della Corsica.

## Geografia
Il comune di Tomino si estende lungo la costa orientale di Capo Corso, nell'estremo nord-est della Corsica. Il villaggio sorge in posizione panoramica su un'altura affacciata sul porto di Macinaggio e sul mar Tirreno.

## Società

### Evoluzione demografica
Abitanti censiti

## Monumenti e luoghi d'interesse
- Chiesa di San Nicolao
- Torre genovese

## Geografia antropica

### Frazioni
- Mandolacce

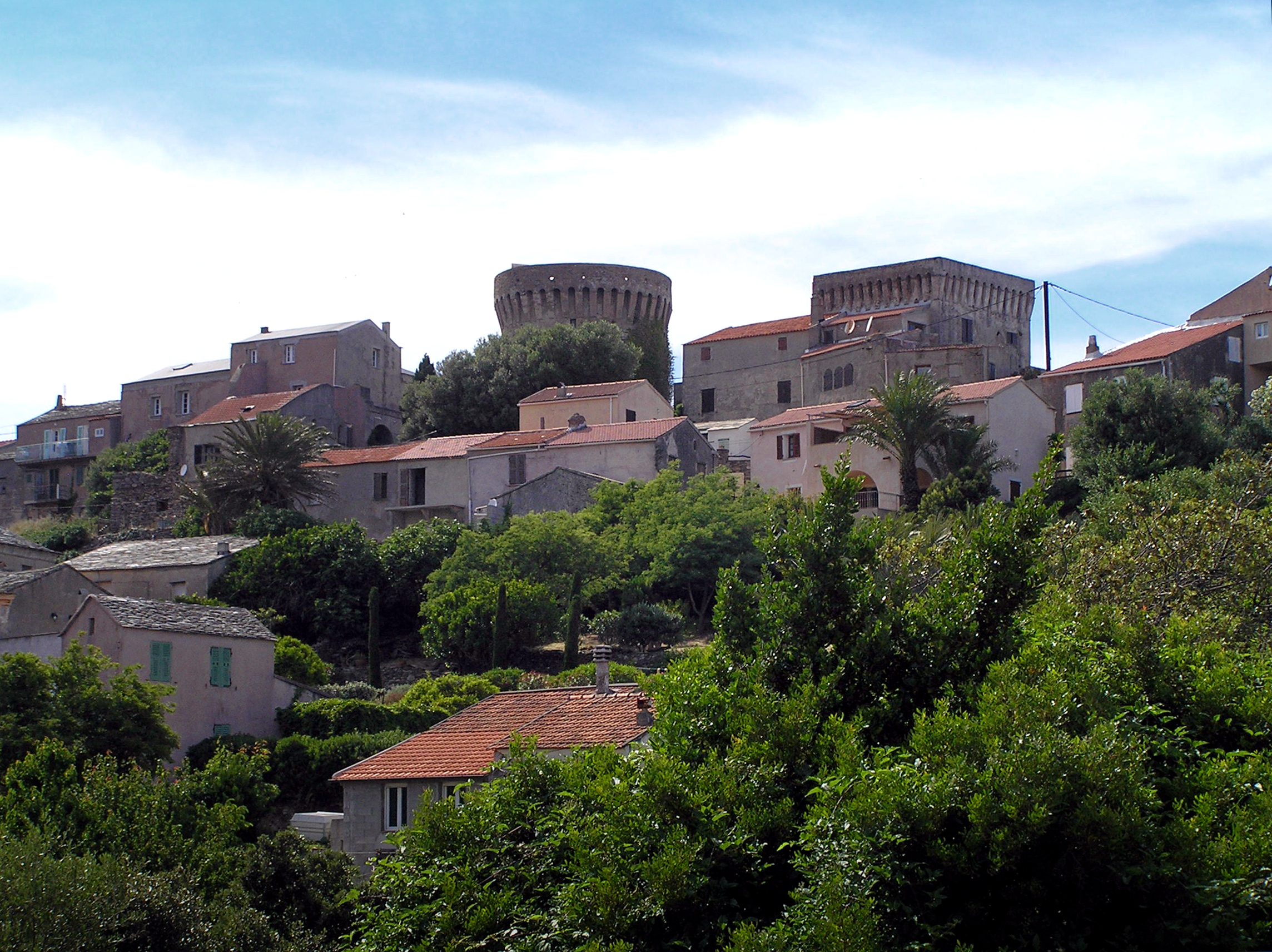
Poggio

Più di cent'anni fa, era la città principale. Era protetta da una torre quadrata. Oggi vi si trova il municipio.
Il suo nome deriva dalla fusione di “mando”, giustificato da “situazione in altezza”, e “lacce” (dal latino ilex che significa “leccio”).
- Girasca

Essa è situata a nord-est del paese di Mandolacce.
- Poggio

Poggio è un borgo attiguo a Mandolacce, che possiede una cappella di San Rocco e due torri: una quadrata in stile pisano, l'altra rotonda, genovese.
- Stopione (o Stuppione)

L'origine del nome Stopione deriva dal latino stipula (basso-latino stupula) che significa stoppia, paglia. Il luogo era quindi un tempo ricoperto di cereali.
A Stopione c'è la chiesa di San Niculaiu (San Nicola), un edificio barocco dell'XI secolo, ampliato nel XVIII secolo.
- La Marina

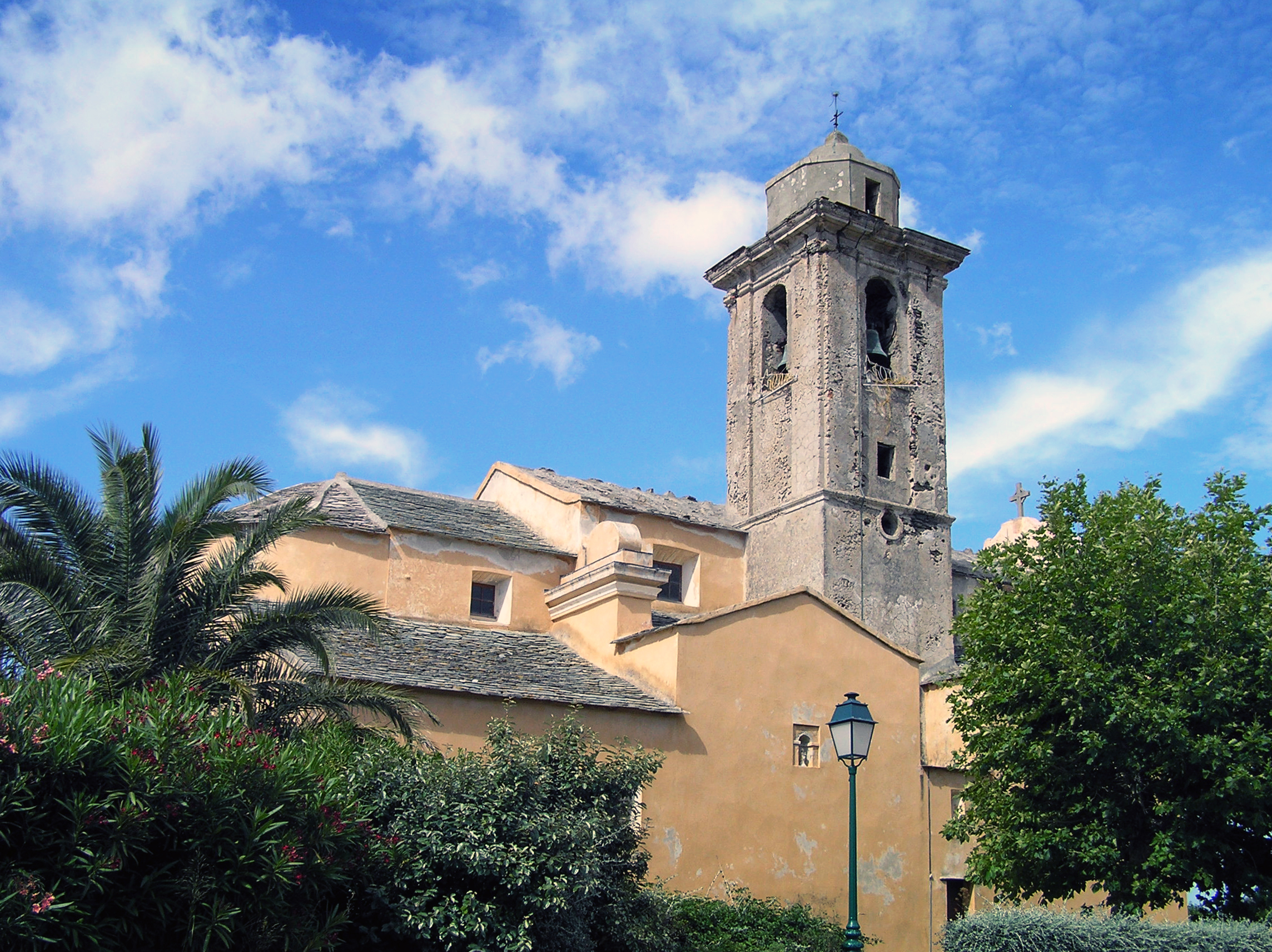
Chiesa di San Nicola di Stopione

È una frazione di Tomino, separata da Rogliano dal fiume Jioielli. 
Oggi è il quartiere meridionale del porto di Macinaggio. Un tempo era difeso da due forti:
Forte San Ghiseppu (San Giuseppe) costruito a 51 metri sul livello del mare, a sud della Marina e dominandola e Forte Santa Catarina (Santa Caterina), costruito in cima al Bucinu. Anticamente questo colle era coronato da un bosco (il nome Bucinu deriva dal latino buxum confuso con boscus "piccolo bosco").
- Valle

Valle è una frazione situata a sud-ovest di Stopione, a ovest della cappella di San'Antonio nei pressi della quale esisteva un villaggio, Sant'Antonio, oggi scomparso.
- Costa

A ovest di Stopione e Valle si trova la frazione Costa con la cappella di San Guglielmo.